# Tom Segev
Tom Segev, in lingua ebraica תום שגב (Gerusalemme, 1º marzo 1945), è uno scrittore, giornalista e storico israeliano.
È conosciuto per le sue opere specializzate sulla storia contemporanea di Israele. Fa parte del movimento denominato dei Nuovi Storici israeliani, un gruppo critico di molte delle narrazioni tradizionali del paese.

## Biografia
Segev è nato il 1° marzo 1945 a Gerusalemme. I suoi genitori, Ricarda (nata Meltzer) e Heinz Schwerin, erano artisti che si erano conosciuti alla scuola d'arte Bauhaus e fuggirono dalla Germania nazista nel 1935 a causa del loro orientamento comunista (anche Heinz era ebreo). S'insediarono nella Palestina sotto Mandato britannico. Sua madre era una fotografa; suo padre, architetto e produttore di giocattoli, morì il 3 febbraio 1948, cadendo da un edificio durante la guerra arabo-israeliana del 1948. La prima lingua di Segev era il tedesco; sua madre non ha mai imparato l'ebraico oltre un livello base. 
Ha conseguito una laurea in storia e scienze politiche presso l'Università Ebraica di Gerusalemme e un dottorato di ricerca in storia presso l'Università di Boston negli anni '70. Ha svolto il servizio militare obbligatorio nell'IDF come bibliotecario presso il National Security College a Gerusalemme. In quel periodo, ha ebraizzato il suo nome da Thomas Schwerin a Tom Segev. Secondo Segev, un rappresentante del Mossad gli ha offerto l'opportunità di studiare cinese all'Università di Harvard e di entrare a far parte dell'agenzia.

## Carriera
Nel 1977, Segev era il capo dell'ufficio del sindaco di Gerusalemme Teddy Kollek. Ha lavorato negli anni '70 come corrispondente per il settimanale Maariv' a Bonn. È stato visiting professor alla Rutgers University (2001-2002), all'Università della California, Berkeley (2007) Ha co-fondato il settimanale Koteret Rashit che pubblicò, tra gli altri, Il vento giallo (הזמן הצהוב) in cui David Grossman descrive nel 1987 le sofferenze imposte ai palestinesi dall'occupazione dell'esercito israeliano. Dopo la chiusura del settimanale nel 1988, è entrato a far parte del quotidiano Haaretz, di orientamento liberale, con due dei giornalisti che aveva formato, Ari Shavit e Dov Alfon.
Ha criticato Aharon Barak, l'ex presidente della Corte Suprema israeliana, accusandolo di fornire la patina di legittimazione necessaria per l'occupazione dei territori palestinesi.
I suoi libri sono apparsi in quattordici lingue.

## Il suo pensiero
Segev è uno dei Nuovi Storici di Israele, un gruppo critico di molte delle narrazioni tradizionali del paese, ed è considerato uno degli storici più prolifici e controversi di Israele. I giornalisti Linda Gradstein e Avraham Avi-hai hanno descritto Segev come uno "storico meticoloso che si attiene ai fatti", in confronto ad altri Nuovi Storici "che sembrano prendere di mira le loro critiche e poi creare argomenti per giustificarle". Il giornalista Ofir Aderet lo ha descritto come "uno degli storici israeliani più stimati all'estero".
Tom Segev crede che "c'è un'altra verità storica che vale la pena ricordare in queste circostanze [della guerra di Gaza del 2008]: dagli albori della presenza sionista in terra di Israele, nessuna operazione militare ha mai fatto avanzare il dialogo con i palestinesi".
In The Seventh Million: The Israelis and the Holocaust (1993), Segev esplora l'impatto decisivo dell'Olocausto sull'identità, l'ideologia e la politica di Israele. Anche se controverso, è stato elogiato da Elie Wiesel nella Los Angeles Times Book Review.
In One Palestine, Complete: Jews and Arabs Under the British Mandate (ha ottenuto un New York Times Editor's Choice Best Book (2000) e un National Jewish Book Award nella categoria Israele), Segev fornisce un resoconto dell'epoca del mandato britannico in Palestina (1917-1948).
La storia di Segev del contesto sociale e politico della Guerra dei Sei Giorni, 1967: Israel, the War, and the Year That Transformed the Middle East (2007) afferma che non c'era alcuna minaccia esistenziale per Israele da un punto di vista militare. Segev dubita anche che i vicini arabi avrebbero davvero attaccato Israele. Eppure, ampi segmenti della popolazione israeliana avevano una reale paura che gli egiziani e i siriani li avrebbero eliminati. Questa paura ha fatto pressione sul governo israeliano in modo tale che ha optato per un attacco preventivo. L'attacco dell'esercito giordano a Gerusalemme Ovest ha fornito un pretesto per invadere Gerusalemme Est, secondo Segev. Anche se l'occupazione di Gerusalemme Est non è stata pianificata politicamente, l'autore ritiene che sia sempre stata desiderata. Michael Oren, ambasciatore israeliano negli Stati Uniti dal 2009 al 2013 e autore di Six Days of War, ha criticato il libro per non aver considerato adeguatamente la politica interna dei paesi arabi o il sostegno militare che avevano ricevuto dall'Unione Sovietica.
Nel febbraio 2018, Segev ha pubblicato una biografia di David Ben-Gurion, apparsa l'anno successivo in inglese con il titolo A State at Any Cost: The Life of David Ben-Gurion. Il libro, basato su documenti provenienti dall'Archivio di Stato israeliano, ha generato polemiche in Israele. Tra le altre rivelazioni c'era la paura di Ben-Gurion che l'esercito ebraico non sarebbe stato in grado di trionfare nella guerra di Palestina del 1948 e tentò senza successo di ottenere l'estensione del mandato britannico per la Palestina. Secondo Segev, il libro ha richiesto sei anni per essere scritto. I giornalisti Linda Gradstein e Avraham Avi-hai hanno descritto il libro come un ritratto personale di Ben-Gurion basato sui fatti.
Per quanto riguarda l'attacco terroristico di Hamas contro Israele nel 2023, Segev ha dichiarato in un'intervista al Frankfurter Rundschau nel 2024 di aver capito che Israele doveva vendicarsi di questo "atto omicida di terrorismo" di Hamas. "Purtroppo, si è arrivati al punto che Israele ha causato una terribile catastrofe umana a Gaza, con la quale trovo molto difficile convivere. Non so come reagire". È una ripetizione, forse anche un'aggravante, della prima catastrofe palestinese, la Nakba: "È una seconda Nakba". Mandare l'esercito a Gaza, distruggerla sistematicamente, cacciare più di un milione di persone dalle loro case e mandarle a sud e dal sud a nord – questo è un processo che non segue nemmeno una strategia. Il 7 ottobre è il giorno peggiore nella storia di Israele. "Ma nulla di ciò che è accaduto lì giustifica la distruzione di Gaza e quello che abbiamo fatto alla gente".

## Vita privata
Segev ha un figlio adottivo etiope e quattro nipoti. Sua sorella Jutta Oesterle-Schwerin divenne in seguito membro del Bundestag tedesco per Alleanza '90/Verdi. Segev rifiuta l'etichetta post-sionista, ma non crede che il sionismo sia stato una storia di successo, in quanto non fornisce sicurezza agli ebrei.

## Pubblicazioni
1. 1949: The First Israelis (ebraico: 1984, ISBN 965-261-040-2; inglese: 1998, ISBN 0-8050-5896-6)
2. Soldiers of Evil: The Commandants of the Nazi Concentration Camps (1988, ISBN 0-07-056058-7)
3. One Palestine, Complete: Jews and Arabs Under the British Mandate (2000, ISBN 0-316-64859-0)
4. The Seventh Million: Israelis and the Holocaust (2000, ISBN 0-8050-6660-8)
5. Elvis in Jerusalem: Post-Zionism and the Americanization of Israel (2003, ISBN 0-8050-7288-8)
6. The Other Israel: Voices of Refusal and Dissent (2004, ISBN 1-56584-914-0)
7. Israel in 1967. And the land changed its visage (ebraico: 2005, ISBN 965-07-1370-0)
8. 1967: Israel, the War and the Year That Transformed the Middle East, Metropolitan Books (2006)